# بنده نواز گیسو دراز
سید محمد بن یوسف الحسینی (۷ اوت ۱۳۲۱–۱۰ نوامبر ۱۴۲۲) که معمولاً به نام خواجه بنده نواز گیسو دراز شناخته می‌شود، یک عالم حنفی ماتریدی و درویش صوفی اهل هند از طریقت چشتی بود.
گیسو دراز شاگرد و سپس جانشین صوفی نصیرالدین چراغ دهلوی بود. هنگامی که در حدود سال ۱۴۰۰ به دلیل حمله تیمور به دهلی به دولت‌آباد نقل مکان کرد، مکتب چشتی را به جنوب هند برد. سرانجام به دعوت سلطان بهمنی تاج الدین فیروزشاه در گلبرگه ساکن شد.

## در دهلی
خواجه بنده نواز در ۲۶ آذر ۱۳۹۸ دهلی را ترک کرد، زیرا شهر در محاصره تیمور بود و سقوط آن قریب‌الوقوع بود.

## آثار
بنده نواز ۱۹۵ کتاب به زبانهای عربی، فارسی و اردو نوشت. او همچنین کتابی دربارهٔ پیامبر اسلام با عنوان معراج العاشقین برای آموزش عوام به زبان دکنی، شاخه ای از زبان اردو در جنوب هند، تألیف کرد. او اولین صوفی بود که از این زبان عامیانه استفاده کرد که این عمل توسط بسیاری دیگر از دراویش صوفی جنوب هند در قرون بعدی پیروی گردید. او رساله‌های فراوانی دربارهٔ آثار ابن عربی و سهروردی نوشت که آثار این علما را در دسترس دانشمندان هندی پس از خود قرار داد و نقش عمده‌ای در تأثیرگذاری بر اندیشه‌های عرفانی بعد از خود داشت. کتاب‌های دیگری که تألیف کرده عبارتند از: قصیده آمالی و ادب المریدین.

## اورس

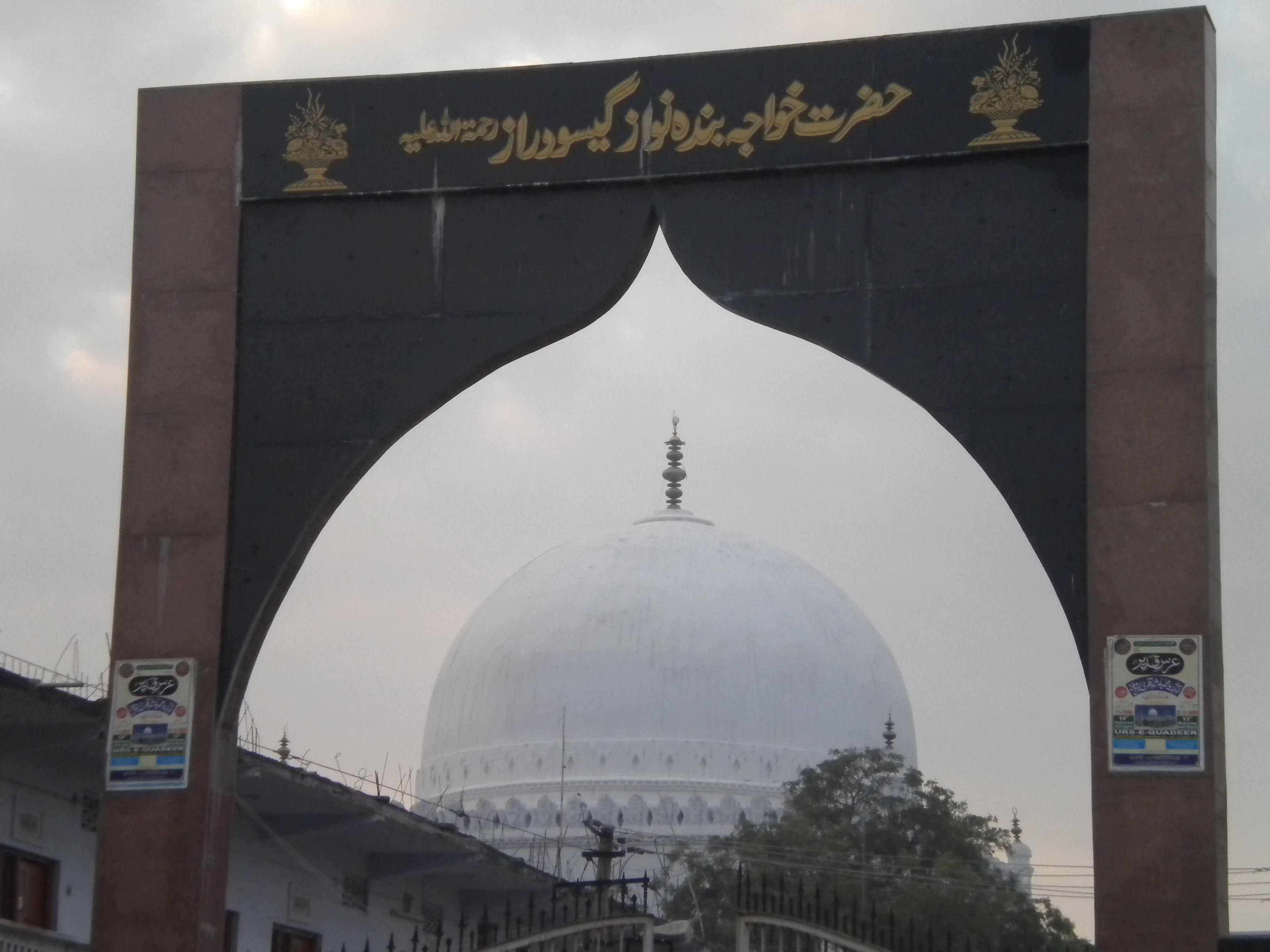
درگاه بنده نواز

هر ساله، سالگرد درگذشت وی در روزهای ۱۵، ۱۶ و ۱۷ ذی القعده در مقبره بند نواز در گلبرگه برگزار می‌شود. صدها هزار نفر از مذاهب مختلف گرد هم می‌آیند تا یاد این شخصیت مذهبی را پاس دارند.

## در فرهنگ عامه
فیلم‌هایی در جامعه مسلمانان هندی حول محور این قدیس و درگاه او ساخته شده‌است. من‌جمله: Sultan E Deccan: Banda Nowaz (1982) اثر مالک انور، Banda Nowaz (1988) اثر ساینی.